# Carpodacus
Carpodacus är ett fågelsläkte i familjen finkar inom ordningen tättingar: De förekommer i stora delar av Asien, med flest arter kring Himalaya. En art, rosenfinken når östra Europa och Sverige.
Släktet har genomgått stora förändringar den senaste tiden efter genetiska studier. Resultaten visar att de monotypiska släktena Chaunoproctus, Kozlowia, Uragus, Pyrrhospiza, Propyrrhula och Haematospiza är en del av Carpodacus-komplexet, medan de tre amerikanska arterna är närmare släkt med siskorna och bör därför lyftas ut till ett eget släkte, Haemorhous.
Samma studier visar också att de båda tidigare Carpodacus-arterna nepalfink (Procarduelis nipalensis) och karmosinfink (Agraphospiza rubescens) egentligen står nära alpfinkarna. Omvänt har den tidigare bristfälligt kända Sillems alpfink visat sig vara en färglös rosenfink och placeras därför i Carpodacus, numera under namnet kunlunrosenfink (Carpodacus sillemi).
Rosenstjärt (Urocynchramus pylzowi) har tidigare behandlats som en rosenfink, men det har fastslagits att den inte ens är en fink utan utgör en helt egen familj, rosenstjärtar (Urocynchramidae).
Inom släktet har nya rön också lett till nya artgränser, där ett stort antal arter har delats upp på flera, exempelvis sinairosenfink och vinröd rosenfink. Efter dessa förändringar omfattar Carpodacus 27 arter, varav en utdöd, med utbredning från östra Europa till Stilla havet, söderut till södra Kina, Myanmar, Iran och Saudiarabien:
- Scharlakansrosenfink (C. sipahi) – placerades tidigare i Haematospiza
- Rosenfink (C. erythrinus)
- Boninrosenfink (C. ferreorostris) – placerades tidigare i Chaunoproctus, numera utdöd
- Rosaryggig rosenfink (C. rhodochlamys)
- Karakoramrosenfink (C. grandis)
- Aurorarosenfink (C. waltoni)
- Ametistrosenfink (C. davidianus)
- Praktrosenfink (C. pulcherrimus)
- Brun rosenfink (C. edwardsii)
- Rosabrynad rosenfink (C. rodochroa)
- Yunnanrosenfink (C. verreauxii)
- Fläckvingad rosenfink (C. rodopeplus)
- Vinröd rosenfink (C. vinaceus)
- Taiwanrosenfink (C. formosanus)
- Sinairosenfink (C. synoicus)
- Blek rosenfink (C. stoliczkae)
- Tibetrosenfink (C. roborowskii) – placerades tidigare i Kozlowia
- Kunlunrosenfink (C. sillemi) – placerades tidigare i Leucosticte
- Himalayarosenfink (C. rubicilloides)
- Större rosenfink (C. rubicilla)
- Långstjärtad rosenfink (C. sibiricus) – placerades tidigare i Uragus
- Enrosenfink (C. subhimachalus) – placerades tidigare i Propyrrhula eller Pinicola
- Långnäbbad rosenfink (C. puniceus) – placerades tidigare i Pyrrhospiza
- Sibirisk rosenfink (C. roseus)
- Vitbukig rosenfink (C. trifasciatus)
- Vitbrynad rosenfink (C. thura)
- Snårrosenfink (C. dubius)